# Kenneth Clarke
Kenneth Harry (Ken) Clarke, Baron Clarke van Nottingham  (West Bridgford, East Midlands, 2 juli 1940) is een Brits politicus van de Conservative Party.
Hij was tussen 1982 en 2014 minister in de kabinetten-Thatcher (1982–1990), -Major (1990–1997) en -Cameron I (2010–2014). Clarke was van 1970 tot 2019 lid van het Lagerhuis voor Rushcliffe, en daarnaast van 2017 tot 2019 nestor van het Lagerhuis. Sinds 2020 heeft hij zitting in het Hogerhuis.

## Politieke carrière
Clarke was tussen 1985 en 2014 verschillende keren onderminister en minister in de kabinetten van Margaret Thatcher, John Major en David Cameron. Hij kreeg op 26 februari 2017 de positie van 'Father of the House', het langstzittende mannelijke Lagerhuislid.
Op 3 september 2019 behoorde Clarke tot de 21 Conservatieve Lagerhuisleden wier lidmaatschap van de fractie werd opgeschort. Zij hadden met de oppositie meegestemd voor een (aangenomen) motie die het pad effende naar een verder uitstel van de Brexit, als er voor 31 oktober 2019 geen deal over de uittreding met de Europese Unie tot stand zou komen.
Clarke stelde zich niet kandidaat voor de Lagerhuisverkiezingen van 12 december 2019, waardoor op die datum een einde kwam aan zijn lidmaatschap van het Lagerhuis.
In 2020 werd Clarke  op voordracht van premier Boris Johnson in de adelstand verheven. Als Baron Clarke van Nottingham is hij voor de Conservatieve Partij lid van het Hogerhuis.
- Gemeinsame Normdatei: 119315912
- International Standard Name Identifier: 0000 0001 1462 5712
- Library of Congress Control Number: n94056283
- Nationale Bibliotheek van Israël: 987007459243305171
- Nationale Bibliotheek van Polen: a0000003428359
- Nederlandse Thesaurus van Auteursnamen: 149763204
- Système universitaire de documentation: 082124655
- Virtual International Authority File: 13115286
- WorldCat: E39PBJvRYjdPCRVt3WtxvpxMT3